# Lahmia
|  | Per a altres significats, vegeu «Lamiales». |

Lahmia és un gènere de fongs ascomicots de la classe Dothideomycetes, l'únic de la família de les lahmiàcies (Lahmiaceae) i de l'ordre de les lahmials (Lahmiales). Inclou dues espècies.